# Stora Asjön (Nösslinge socken, Halland)
Stora Asjön är en sjö i Falkenbergs kommun och Varbergs kommun i Halland och ingår i Ätrans huvudavrinningsområde. Sjön är 12,5 meter djup, har en yta på 0,166 kvadratkilometer och befinner sig 106,4 meter över havet.

## Delavrinningsområde
Stora Asjön ingår i det delavrinningsområde (634631-130762) som SMHI kallar för Utloppet av Barken. Medelhöjden är 122 meter över havet och ytan är 14,75 kvadratkilometer. Räknas de 2 avrinningsområdena uppströms in blir den ackumulerade arean 55,57 kvadratkilometer. Hjärtaredån som avvattnar avrinningsområdet har biflödesordning 3, vilket innebär att vattnet flödar genom totalt 3 vattendrag innan det når havet efter 55 kilometer. Avrinningsområdet består mestadels av skog (80 %). Avrinningsområdet har 1,52 kvadratkilometer vattenytor vilket ger det en sjöprocent på 10,3 %.